# Cola (bevanda)
La Cola è una bevanda con aroma non alcolica, considerata una bibita o soft drink, prodotta e commercializzata da molteplici grandi marchi mondiali; il nome deriva dell'aroma di cola usato come ingrediente principale.

## Ingredienti
In origine si trattava di acqua con noce di cola, contenente una percentuale rilevante di caffeina; nelle bevande industriali sono presenti anche aromi artificiali che contribuiscono al miglioramento del gusto delle bevande che usano la cola, soprattutto per correggere l'acidità.
Per conferire alla bevanda l'intenso colore marrone scuro viene usato, quale colorante, il caramello.  Il sapore della bibita può essere corretto anche da un mix di spezie, quali per esempio la vaniglia o la cannella, oppure anche dalla frutta, come il limone, la limetta, il pompelmo, l'arancia o la ciliegia. Inoltre esistono varianti prive di caffeina o senza zucchero (light).

## Tipologie
Coca-Cola e Pepsi sono i due principali produttori statunitensi di bevande al gusto cola nel mondo. Il mercato, benché polarizzato, vede la presenza di molteplici produttori di minori dimensioni. Dopo gli anni novanta, le rivendicazioni culturali di alcuni paesi europei o religiose e/o politiche di alcuni paesi musulmani hanno spinto alcune imprese a creare nuovi marchi nel tentativo di conquistare alcune nicchie di mercato.
Un caso particolare e collegato alla religione è la Mecca Cola, i cui produttori assicurano di donare una parte dei ricavi alle associazioni umanitarie presenti in Palestina e nei Territori occupati da Israele. 
Nel n° 344 della rivista enogastronomica Gambero Rosso, uscito a settembre 2020, è stata pubblicata una classifica delle migliori cole alternative alle due più famose di cui sopra. La classifica è stata redatta in seguito ad un panel di degustazione alla cieca, cui hanno partecipato 8 esperti e degustatori. Il podio è stato conquistato dalla Cola Bio Galvanina (1º posto), seguita dalla Baladin Cola e dalla Cola Bio Sole Rosso, prodotta da Fava Bibite. 
Nel 2012 nasce a Torino la prima cola 100% italiana: la Mole-Cola.

## Cocktail a base di cola
- Calimocho
- Cuba libre (IBA)
- Roy Rogers

## Riferimenti nella cultura popolare
- Nella serie manga e anime One Piece, Franky della Ciurma di Cappello di Paglia è alimentato a Cola, così come la nave Thousand Sunny.
- Nella serie manga e anime Le bizzarre avventure di JoJo, il protagonista Joseph Joestar compra una bottiglietta in vetro di Cola da un venditore ambulante, che userà in seguito per abbattere due poliziotti malintenzionati.